# 발수제
발수제(撥水劑)는 물이 흡수되는 것을 막는 물질을 가리키는 단어이다. 주로 건축학에서 쓰이는 용어이지만 발수제는 건설 현장 외에 일반 가정에서도 쓰이게 된다.

## 설명
발수제는 비가 오는 등의 상황으로 인하여 물이 흡수되는 것을 막기 위해 사용되는데 불소가 첨가된 불소화합물의 물질을 쓰기도 하지만 비불소화합물을 발수제에 사용하기도 한다. 발수제는 가정에서 쓰일 때는 건물의 옥상에서 사용되며 건물의 옥상에서 페인트와 같이 바르게 된다. 발수제의 경우는 일반적인 주택뿐만 아니라 학교나 공장의 건물에서도 바르며 발수제를 바름으로서 비가 내리는 우천후에 물이 건물의 안으로 흡수되는 것을 막아주게 된다. 다만 발수제를 다룰 때는 주의 사항이 존재하는데 발수제는 시너와 같은 물질이 들어있기 때문에 등유보다도 낮은 30∼40℃ 발화점을 가지고 있어 그만큼 발수제로 인한 화재가 발생하기도 쉽기 때문에 건조한 여름에는 발수제 작업을 할 때엔 반드시 옆에 인화성 물질을 두어선 안된다. 발수제 작업을 경우에는 주로 건조한 여름보단 서늘한 봄이나 가을에 하는 것이 좋으며 담배를 태우고 남은 담뱃불에 의해서도 화재가 발생하기 쉽기 때문에 발수제를 바를 때는 반드시 흡연을 해선 안된다.

## 같이 보기
- 물질
- 건물